# رابرت بلیک (هنرپیشه)
رابرت بلِیک (انگلیسی: Robert Blake; ۱۸ سپتامبر ۱۹۳۳ – ۹ مارس ۲۰۲۳) هنرپیشه اهل ایالات متحده آمریکا بود که بین سال‌های ۱۹۳۹ تا ۱۹۹۷ فعالیت کرد.
رابرت بلیک در مجموعه تلویزیونی دارودسته ما، مجموعه تلویزیونی آمریکایی باره‌تا و فیلم در کمال خونسردی در نقش‌های اصلی بازی کرده‌است. از دیگر فیلم‌هایی که وی در آن نقش داشته‌است، می‌توان گنج‌های سیرا مادره، رومئوی رقصان، بزرگراه گمشده و به آنان بگویید ویلی بوی این جاست را نام برد.

## زندگی
بلیک در ناتلی، نیوجرسی با نام مایکل جیمز گوبیتوسی (به انگلیسی: Michael James Gubitosi) زاده شد. مادرش الیزابت کافونه (زاده ۱۹۱۰) با جاکومو (جیمز) گوبیتوسی (۱۹۰۶–۱۹۵۶) ازدواج کرده بود.
بلیک کودکی ناگواری داشت و علی‌الظاهر توسط پدر الکلی‌اش مورد سوءاستفاده قرار می‌گرفت. وقتی که در سن ده سالگی وارد مدرسه دولتی شد، مورد قلدری قرار گرفته و دعوا می‌کرد که منجر به اخراج او شد. بلیک می‌گوید که در کودکی از طرف والدینش مورد سوءاستفاده فیزیکی و جنسی قرار می‌گرفته و مرتب در یک کمد زندانی می‌شده و مجبور می‌شده که از روی زمین چیز بخورد. پدر او در سال ۱۹۵۶ دست به خودکشی زد. در سن چهارده سالگی او از خانه گریخت و به دنبال آن، سال‌های متمادی سخت‌تری را گذراند.